# Svenstrup Kirke (Sønderborg Kommune)
 For alternative betydninger, se Svenstrup Kirke. (Se også artikler, som begynder med Svenstrup Kirke)
Svenstrup kirke lige udenfor den nordvestlige del af Svenstrup i en lille bydel. Kirken er blevet bygget om mange gange gennem årene, og det er svært at vurdere, hvornår den oprindelige del blev opført .